# Sant Mateu (Katalonia)
Sant Mateu – miejscowość w Hiszpanii, w Katalonii, w prowincji Girona, w comarce Gironès, w gminie Sant Jordi Desvalls.
Według danych INE z 2005 roku miejscowość zamieszkiwało 5 osób.